# جرج هنریک فون وریکت
جُرج هِنریک فون وْریکت (به سوئدی: Georg Henrik von Wright) (۲۰۰۳–۱۹۱۶) فیلسوفی سوئدی بود. در منطق موجهات و منطقِ تکلیف، آثار او در ابتدای نیمهٔ دوم قرن بیستم پیشگام و بسیار تأثیرگذار بوده است.
فون وریکت در دانشگاه کیمبریج جانشین لودویگ ویتگنشتاین شد و از ویراستاران آثار ویتگنشتاین متأخر بوده است.

## آثار
- von Wright, G.H. (1951). Deontic logic. Mind, 60: 1-15.
- von Wright, G.H. (1953). An Essay in Modal Logic. Humanities Press.